# Diga di Darlık
La diga di Darlık è una diga della Turchia. Il fiume Darlık Deresi si getta nel mar Nero nella parte asiatica della provincia di İstanbul, dove si trova anche la diga.

## Fonti
- (EN) Sito dell'agenzia turca delle opere idrauliche, su www2.dsi.gov.tr. URL consultato l'8 agosto 2011 (archiviato dall'url originale il 20 agosto 2008).